# SKGLB 1–2
Die Lokomotiven SKGLB 1–2 waren Schmalspur-Dampflokomotiven der Salzkammergut-Lokalbahn (SKGLB) mit einer Spurweite von 760 mm (Bosnische Spurweite). Vier baugleiche Lokomotiven wurden von den Steiermärkischen Landesbahnen (StLB) für die Lokalbahn Preding-Wieseldorf–Stainz und für die Lokalbahn Pöltschach–Gonobitz (Poljčane–Slovenske Konjice–Zreče) beschafft und erhielten die Betriebsnummern StmLB 1–4.
Die SKGLB-Maschinen wurden 1890, die StLB-Lokomotiven 1892 von Krauss in Linz geliefert.
Sie waren die kleinsten im öffentlichen Verkehr auf österreichischen Schmalspurbahnen eingesetzten Dampflokomotiven. Die StLB-Maschinen erhielten die Namen MERAN, STAINZ, GONOBITZ und HEILIGENGEIST.
Die STAINZ erlangte durch die weite Verbreitung im Modell große Popularität und wurde so zu einer der bekanntesten Dampfloks Europas.

## Geschichte

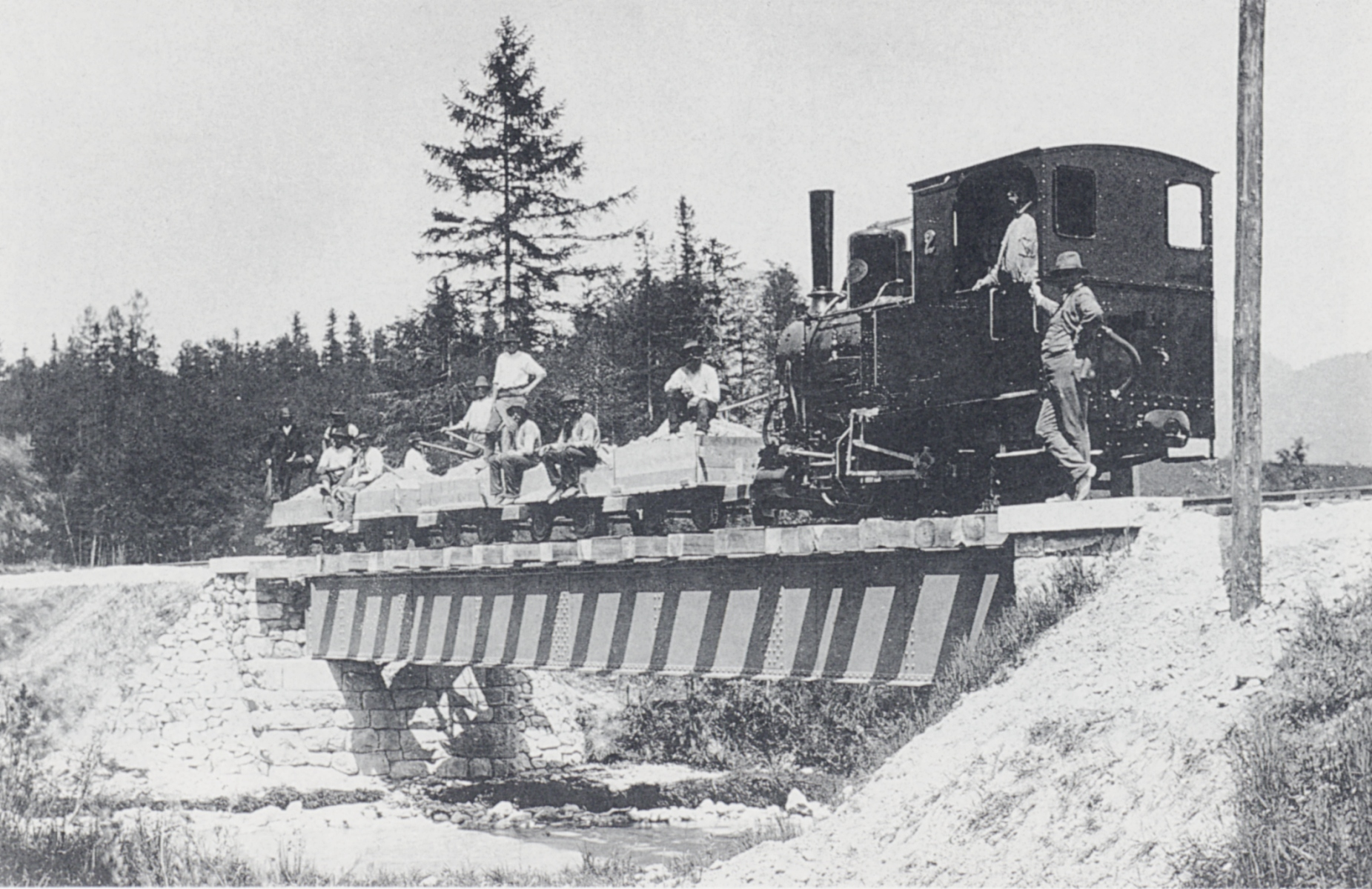
Lok 2 der SKGLB mit Bauzug um 1890

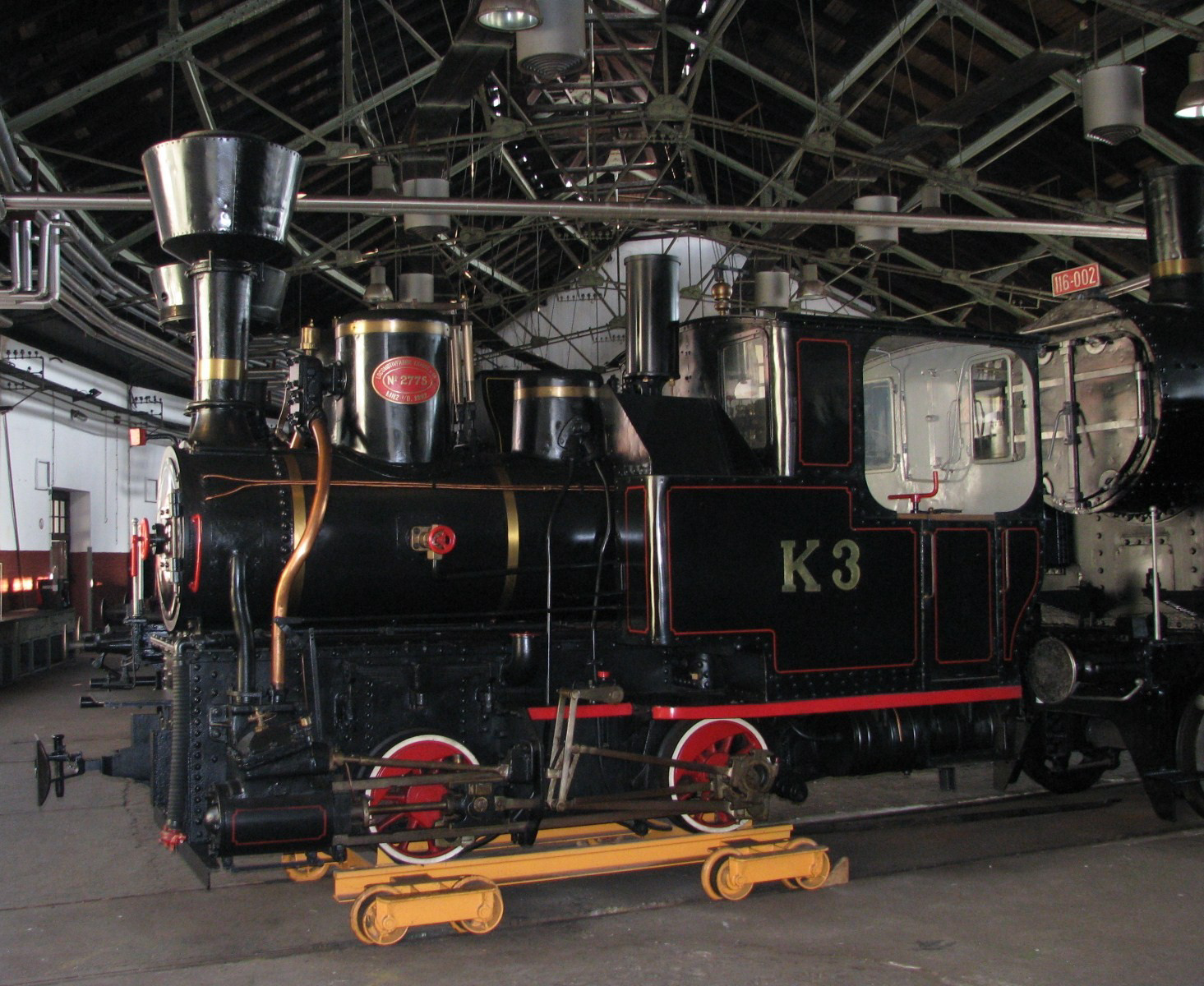
StLB 3 Gonobitz im Eisenbahnmuseum Ljubljana

Die beiden Loks der Salzkammergut-Lokalbahn wurden bereits für den Bau des ersten Teilstückes von Bad Ischl nach Strobl angeschafft. Lokomotive 1 wurde im Ersten Weltkrieg für Kriegszwecke eingezogen und verblieb in Rumänien, Lok 2 war bis um 1953 im Einsatz auf der SKGLB. Keine der beiden Loks ist erhalten geblieben.
Die StLB setzte je zwei Exemplare auf der Lokalbahn Preding-Wieseldorf–Stainz und auf der Lokalbahn Pöltschach–Gonobitz in der Untersteiermark ein. Sie unterschieden sich von den Maschinen der SKGLB lediglich durch ein etwas größeres Führerhaus mit bauchig ausgeformter Rückwand.
1 MERAN, (Stainz), Kriegsverlust 1943
2 STAINZ, (Stainz), Verbleib: Murtalbahn
3 GONOBITZ (Pöltschach), Verbleib: Eisenbahnmuseum Ljubljana
4 HEILIGENGEIST (Pöltschach), 1933 verschrottet
Die STAINZ blieb nach ihrer Abstellung in den 50er-Jahren zunächst als eiserne Reserve erhalten, 1967 wurde sie in der Betriebswerkstätte der StLB in Weiz einer Hauptausbesserung unterzogen, wobei auch zahlreiche Umbauten erfolgten. So wurden die seitlichen Wasserkästen nach vorne verlängert und das Führerhaus vergrößert, durch den Einbau eines Überhitzers wurde sie zur Heißdampflokomotive. Mit einem zweiten Satz der wichtigsten Bedienelemente auf der Heizerseite des Führerstandes ausgestattet, stand sie ab 1969 für Hobbylokführer-Kurse auf der Murtalbahn zur Verfügung. In dieser Funktion blieb sie dann bis 2000 auf der Murtalbahn in Betrieb, wo sie nach Ablauf der Kesselfrist in Murau hinterstellt wurde. Eine Wiederinbetriebnahme ist bis auf Weiteres aus wirtschaftlichen Gründen nicht vorgesehen, da auf der Murtalbahn mit den beiden anderen verfügbaren Dampflokomotiven der Bedarf für die Touristen-Bummelzüge und Hobbyzüge gedeckt ist. Die äußerlich gut gepflegte Lok kann jedoch zu besonderen Anlässen (Bahnhofsfeste etc.) besichtigt werden.
Bei Ablieferung hatte sie einen normalen Schornstein, der Kobelschornstein wurde erst später ergänzt. Die Führerhausrückwand war ursprünglich gerade. Der Wassertank war zunächst nur im Rahmen, bis die Zusatzbehälter seitlich des Kessels angebracht wurden.

## DieSTAINZim Modell

### LGB

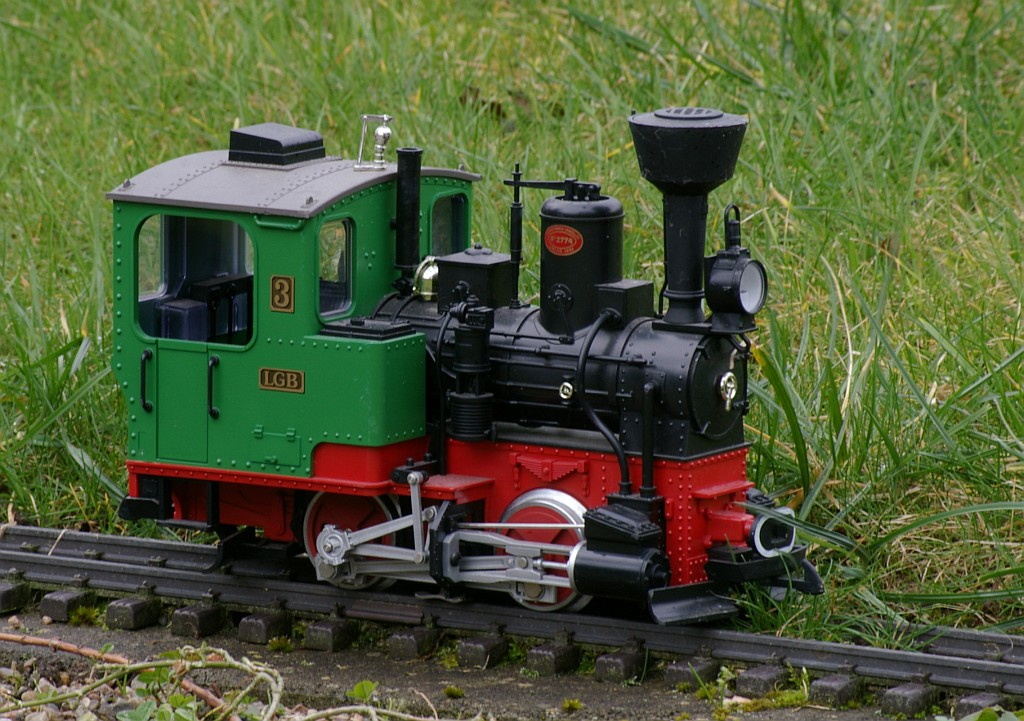
LGB-Dampflok „Stainz“ in der Spur IIm auf einer Gartenbahnanlage.

Als 1968 der Spielwarenhersteller Ernst Paul Lehmann Patentwerk plante, eine Modelleisenbahn nach schmalspurigem Vorbild in der Nenngröße IIm auf den Markt zu bringen, fiel die Wahl für die erste Lokomotive auf die STAINZ. Das Vorbild schien ideal für dieses Projekt, die kleine Lok strahlte genau den „Charme der guten, alten Dampflokzeit“ aus, der die Bahn rasch als beliebtes Spielzeug auch außerhalb der Kreise „ernsthafter“ Modelleisenbahner bekannt machte. Sie konnte bis heute in größter Stückzahl in den Anfangspackungen verkauft werden und legte den Grundstein für die Lehmann-Groß-Bahn. Mittlerweile gibt es zahlreiche Versionen des beliebten Modells, einige Hersteller bieten Umbausätze auch für die SKGLB-Version an.

### Fleischmann Magic Train

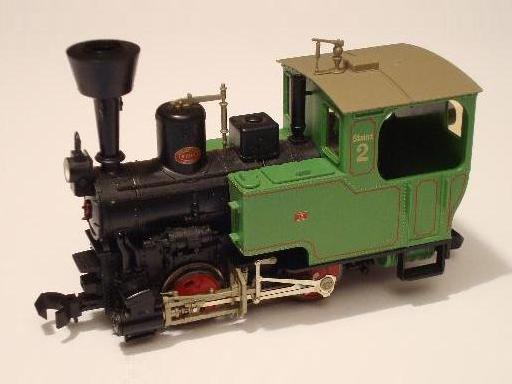
Fleischmann Dampflokomotive Nummer 2 STAINZ der Steiermärkischen Landesbahnen (StLB), Nenngröße 0. Spur 0e

Der Modelleisenbahnhersteller Fleischmann wählte als Vorbild für seine Magic Train Dampflokomotive in der Nenngröße 0, Spur 0e, ebenfalls die STAINZ.

### Minitrains
Nicht ganz maßstäblich, dafür aber mit guten Fahreigenschaften, bietet Minitrains das Modell in der Nenngröße H0, Spur H0e an.